# Jedyniak
Jedyniak – niewielki stawek z grupy Gąsienicowych Stawów w Dolinie Gąsienicowej w Tatrach. Znajduje się on w jej zachodniej części, zwanej Doliną Zieloną Gąsienicową, w Roztoce Stawiańskiej, w odległości ok. 700 m od schroniska, po prawej (północno-zachodniej) stronie szlaku ze schroniska „Murowaniec” na Kasprowy Wierch. Położony jest na wysokości ok. 1577 m n.p.m. w odległości kilkunastu kroków od tego szlaku wśród zarośli kosodrzewiny. Według przewodnika Tatry Wysokie Witolda Henryka Paryskiego staw ma rozmiar 12 × 11,5 m, powierzchnię 0,007 ha i głębokość 1,2 m (pomiary WIG z 1934 r.). Od czasu zbadania Jedyniaka niewiele się zmieniło: staw na zdjęciu satelitarnym z 2004 r. ma powierzchnię 0,006 ha. Staw nie ma dopływu ani odpływu.

## Szlaki turystyczne
Czasy przejścia podane na podstawie mapy.
 obok stawu przebiega żółty szlak ze schroniska Murowaniec na Kasprowy Wierch. Czas przejścia: 1:25 h, ↓ 1:05 h.